# Benito María Moxó y Francolí
Benito María Moxó y Francolí (Cervera, Cataluña, 1763 - Salta, Argentina, abril de 1816) fue un sacerdote español, último Arzobispo de La Plata (Charcas) del período colonial español, destacado por su oposición a la independencia de América del Sur.

## Inicios
Se doctoró en derecho canónico y se ordenó sacerdote en su ciudad natal. En Barcelona fue profesor y se hizo monje benedictino.
Residió alternativamente en Roma, Madrid, y finalmente en México, donde fue ordenado obispo auxiliar de Michoacán. La correspondencia entablada con sus superiores benedictinos, reunida para su edición como "Cartas Mejicanas", muestra las preocupaciones de un ilustrado dignatario católico.

## Arzobispado
En 1806 fue nombrado arzobispo de La Plata, Provincia de Charcas. Su arquidiócesis tenía como sufragáneos a todos los obispados del Virreinato del Río de la Plata: Buenos Aires, Córdoba, Salta, Asunción, Santa Cruz de la Sierra y La Paz. 
Apenas llegado, empezó a tener serios problemas con la Real Audiencia de Charcas, cuyos miembros ya estaban en serios conflictos con el anciano presidente-gobernador Ramón García de León y Pizarro y con su propio cabildo eclesiástico.
Al llegar la noticia de las Invasiones Inglesas a Buenos Aires, hizo llegar grandes donaciones de la Iglesia y de sus fieles al virrey Sobremonte, y luego la enorme suma de 6.000 pesos a su sucesor, Liniers, para la Defensa.

## Las revoluciones altoperuanas
En 1809 pasó por la ciudad de La Plata el enviado de la Junta Suprema de Sevilla, José Manuel de Goyeneche. Tras comunicar la situación en la Península y exigir acatamiento a la Junta que lo había enviado, éste sacó a relucir una carta de la princesa consorte de Portugal, Carlota Joaquina de Borbón, hermana del rey Fernando VII, y pidió al gobernador y la Audiencia que la reconocieran como reina. Eso hizo estallar un muy serio altercado que obligó a Goyeneche a salir de la ciudad continuando su viaje a Lima. Moxó hizo jurar al clero obediencia a la Junta de Sevilla. El gobernador, por su parte, exigió lo mismo a todo el ejército y a los funcionarios civiles.
Pero no fue suficiente; el 25 de mayo estalló la Revolución de Chuquisaca, que se limitó a dar el gobierno a la Audiencia. El arzobispo huyó a Potosí, pero la Audiencia logró que regresara, a cambio de asegurarle cierta moderación de parte del nuevo gobierno instalado por los revolucionarios. Poco después — en julio — estalló otra revolución en La Paz, que estableció la llamada Junta Tuitiva, más radical en sus propósitos.
Ambas revoluciones fueron aplastadas en los primeros días de 1810. Gracias a la mayor moderación del gobierno revolucionario local, pero también a la intervencíón del obispo Moxó, y a diferencia de lo ocurrido en La Paz, en Chuquisaca no se dictó ninguna sentencia de muerte, aunque muchos implicados fueron desterrados o sufrieron penas de prisión.

## El Ejército del Norte
Poco después estalló en Buenos Aires la Revolución de Mayo, cuya intención proclamada era extenderse a todo el virreinato, por el acatamiento o por la fuerza. Cuando a fines de 1810 entró a Chuquisaca el después llamado Ejército del Norte, al mando de Juan José Castelli, Moxó hizo un acto de abierto acatamiento a la Primera Junta de gobierno porteña. No por eso pudo evitar las ejecuciones que dirigieron Castelli y su secretario, Bernardo de Monteagudo. Por otro lado, esos mismos dirigentes dirigieron y permitieron actos insultantes para los sentimientos religiosos de la población.
Después de la derrota de Huaqui, recibió aliviado a los realistas y bendijo a sus regimientos.
Volvió a tener importante figuración en 1813, cuando los soldados y oficiales realistas vencidos en la batalla de Salta fueron puestos en libertad por el general Manuel Belgrano, a cambio de jurar no volver a tomar las armas contra los independentistas. Pero al llegar éstos a Chuquisaca, el obispo de La Paz sentenció que ningún juramento hecho a los "rebeldes" obligaba a los leales al rey; una extraña teoría, ya que sostenía que la validez de un juramento dependía de la actitud política del que lo recibe. A los pocos días, también el arzobispo Moxó proclamó la anulación del juramento.
Poco después, para su desgracia, el mismo Belgrano ocupaba Chuquisaca; sorprendentemente le permitió ejercer su pastoral. El comportamiento piadoso de Belgrano tranquilizó al arzobispo, que mantuvo muy buenas relaciones con él. De todos modos, festejó públicamente las derrotas patriotas de Vilcapugio y Ayohuma.

## Exilio y muerte
En 1815, los patriotas volvieron a avanzar sobre el Alto Perú y se instalaron en Chuquisaca, pocos días después que Moxó abandonara la ciudad, con la excusa de que debía hacer una inspección a la Iglesia de Cochabamba. Pero esta provincia caía poco después en manos del coronel Arenales.
Como resultado, fue enviado nuevamente a su sede, donde no gozó de la misma libertad que con Belgrano. El nuevo comandante, general José Rondeau, no estaba dispuesto a permitir ningún gesto hostil a los miembros de la Iglesia, y su ejército carecía de la necesaria disciplina. Moxó debió mezclarse en intrigas entre los oficiales para salvarse de las sospechas de Rondeau, pero varios de los párrocos de la diócesis conspiraban contra los patriotas. Por ello, Rondeau ordenó su traslado a Cochabamba. Allí lo obligó a publicar un bando que ordenaba a los curas anunciar al gobierno de Buenos Aires como el único legítimo.
Poco después, el Director Supremo interino Álvarez Thomas pidió a Rondeau que expulsara a Moxó del Alto Perú. Éste fue arrestado y enviado primeramente a Chuquisaca, y después a Salta.
Al llegar a Salta, fue tratado con suma dureza por el gobernador Güemes, que lo mantuvo algunos meses en una celda. Más tarde le dio la ciudad por cárcel, pero nunca le permitió volver a su sede episcopal, ni salir de la ciudad de Salta. Cayó en una profunda depresión, perdió su ánimo y su salud física y mental, y falleció en Salta, en abril de 1816.